# شيب أوف يو
شيب أوف يو (بالإنجليزية: Shape of You) هي أغنية للمغني وكاتب الأغاني الإنجليزي إد شيران. تم إصدارها كتنزيل رقمي في 6 يناير 2017 كأغنية منفردة رئيسية من ألبومه الثالث ÷ (2017)، جنبًا إلى جنب مع «القلعة على التل». الأغنية من إنتاج شيران وماك
بلغت أغنية «شيب أوف يو» ذروتها في المرتبة الأولى على قوائم الفردي في 34 دولة، بما في ذلك بيلبورد هوت 100 (التي أصبحت فيما بعد أفضل أغنية أداءً لعام 2017)، بالإضافة إلى مخططات الفردي في المملكة المتحدة وأستراليا وكندا. بقيت في المركز الأول لمدة 16 أسبوعًا متتاليًا معادلاً للأرقام القياسية في كاناديان هوت 100، بالإضافة إلى 14 أسبوعًا غير متتالي على مخطط الفردي في المملكة المتحدة، و 12 أسبوعًا غير متتالي على بيلبورد هوت 100. في 10 ديسمبر 2018، أصبحت الأغنية أول أغنية تصل إلى ملياري بث والأغنية الأكثر بثًا على سبوتيفاي. كانت أيضًا الأغنية الأكثر بثًا في العقد على سبوتيفاي مع 2.4 مليار تشغيل بحلول ديسمبر 2019. كانت الأغنية الأكثر مبيعًا لعام 2017 وفي المملكة المتحدة. كانت أغنية «شيب أوف يو» هي الأغنية الأكثر مبيعًا لعام 2017 والأغنية الرقمية الأكثر مبيعًا في جميع أنحاء العالم، مع مبيعات مجمعة وتدفقات مكافئة للمسار بلغت 26.6 مليون وحدة وفقًا لـ IFPI. في عام 2018، باعت 14.9 مليون نسخة إضافية وظهرت للمرة الثانية في مخطط بيلبورد لنهاية العام، في المركز 71. في عام 2019، تم تسميتها الأغنية رقم واحد على مخطط بيلبورد السائدة توب 40 لعقد 2010.
فازت الأغنية بجائزة جرامي لأفضل أداء بوب منفرد في حفل توزيع جوائز جرامي السنوي الستين. في عام 2018، صنفت بيلبورد أغنية كا تاسع أنجح أغنية على الإطلاق، حيث احتفلت المجلة بالذكرى الستين لـ هوت 100.

## التأليف
«شيب أوف يو» هي أغنية بوب، دانسهول وبيت استوائي أغنية مع «صوتيات سترومي». في الأغنية، يغني شيران على تأثير قرع الماريمبا حول قصة حب ناشئة. «النادي ليس أفضل مكان للعثور على عاشق، لذا فإن البار هو المكان الذي أذهب إليه / أنا وأصدقائي على الطاولة يقومون بتصوير الشرب بسرعة ثم نتحدث ببطء»، يغني. «تعال وابدأ محادثة معي فقط / وثق بي سأعطيها فرصة.»  وفقًا لـ أن تي نيوز، فإن الأغنية «تحكي قصة أحب (أو شهوة) لقاء شيران بفتاة في حانة حيث يقوم هو ورفاقه بالتصوير.»  تتم كتابة «شيب أوف يو» بمفتاح دو مرتفع صغير 96 نبضة في الدقيقة.  تتكون الأغنية في وقت مشترك، ويتبع الأساسي وتر تقدم من C ♯ م-F ♯ م-A-B (I-IV-VI-VII)، وغناء شيران تمتد من G ♯ 2 إلى C ♯ 5. 

## استقبال نقدي
قال جون كارامانيكا من صحيفة نيويورك تايمز، «إن أغنية شيب أوف يو أكثر تعقيدًا، وهي أغنية ذكية وفعالة تقلل من حدة» موسيقى الكاريبي". كتب تايلور ويذربي بيلبورد عن الأغنية قائلاً: "شيب أوف يو«لا يبدو تمامًا مثل نغمة شيران النموذجية. ولكن هذا يعد بمثابة إشارة إلى ما كان عليه مغني» التفكير بصوت عال«خلال فترة توقفه: إنشاء موسيقى لا تزال تشبه شيران، مع لمسة جديدة.» أعطى جيريمي جوردون من مجلة يدور الأغنية مراجعة إيجابية، مشيرًا إلى أن الأغنية «محاولة معقولة لإقناعنا بأنه مارس الجنس. الكثير منه. إنه نوع من الصفعات، على الرغم من أنك لا تستطيع أن تتخيل شيران وهي تقول» ضع هذا الجسد علي«لامرأة بشرية حقيقية.» كتب موقع أخبار ميترو أنه يبدو مشابهًا لأغنية «الاثارة الرخيصة» من سيا.

## الأداء التجاري
ظهر أغنية «شيب أوف يو» في المركز الأول على الرسم البياني الفردي في المملكة المتحدة في 13 يناير، حيث بيع 227000 وحدة مجمعة في أسبوعه الأول. ظهر شيران أيضًا في المركز الثاني بأغنية «القلعة على التل»، مما جعله الفنان الوحيد في تاريخ المخططات في المملكة المتحدة الذي ظهر لأول مرة في المركزين الأول والثاني. ظهر أغنية «شيب أوف يو» في المركز الثاني على الرسم البياني الفردي الإسكتلندي خلف «القلعة على التل». حصلت الأغنية على شهادة فضية في الأسبوع الأول بسبب بيع 200 ألف وحدة والذهب في الأسبوع الثاني بيع 400 ألف وحدة. ظلت الأغنية في المركز الأول في أسبوعها الثاني، حيث بيعت 139000. بقيت في المرتبة الأولى لمدة 13 أسبوعًا متتاليًا على مخطط الفردي في المملكة المتحدة، وأسبوع آخر في القمة بعد أسبوع من مقاطعة هاري ستايلز «علامة تايمز». في يوليو 2017، وصلت الأغنية إلى 184 مليون أغنية، مما يجعلها الأغنية الأكثر بثًا في المملكة المتحدة على الإطلاق. لقد كان المسار الأكثر مبيعًا والأكثر بثًا في البلاد لعام 2017 حيث تم بيع 787000 نسخة و 248 مليون نسخة على مدار العام، لإنتاج مبيعات مجمعة قدرها 3.2 مليون. إنها ثالث أفضل أغنية منفردة مبيعًا في المملكة المتحدة فيما يتعلق بالمبيعات المجمعة وما يعادل البث اعتبارًا من 19 سبتمبر 2017.
ظهرت الأغنية لأول مرة في المركز الأول على بيلبورد هوت 100، حيث بيعت 240 ألف تنزيل واكتسبت 20 مليون بث في أسبوع ترسيمها في الولايات المتحدة، لتصبح أول أغنية رقم واحد لشيران في البلاد. أصبح شيران أيضًا أول فنان يرسم أغنيتين في قائمة العشرة الأوائل في نفس الأسبوع في تاريخ هوت 100، مع ظهور «القلعة على التل» أيضًا في المركز السادس. تصدرت أغنية «شيب أوف يو» قائمة هوت 100 لمدة 12 أسبوعًا غير متتالية. في أسبوعها الرابع في المركز الأول، تصدرت الأغنية أيضًا قائمة التيار الرئيسي توب 40، لتصبح ثاني أغنية فردية لشيران على الرسم البياني (بعد أغنية التفكير بصوت عال لعام 2015). في 6 مايو 2017، تراجعت إلى المرتبة الثانية على هوت 100، وحل محلها فيلم المتواضع بواسطة كيندريك لامار. في تاريخ الإصدار، 2 سبتمبر 2017، قضى «شيب أوف يو» أسبوعه الثاني والثلاثين في المراكز العشرة الأولى من هوت 100، حيث ربط الرقم القياسي لمعظم الأسبوع على هذا الرسم البياني بأغنية ليان رايمز «كيف أعيش» و«أقرب» بواسطة ذا شينسموكرز يضم هالسي. في الأسبوع التالي، قضى «شيب أوف يو» أسبوعه الثالث والثلاثين على التوالي في المراكز العشرة الأولى، محطمًا الرقم القياسي البالغ من العمر 20 عامًا. سيتم تقييد هذا الرقم القياسي مرتين وكسره في النهاية في عام 2020 بواسطة «دوائر» بوست مالون. على الرقص / ميكس مشاهدة البث لوحة الرسم البياني، «شكل من أنت» أصبح شيران عدد أول واحد على الرسم البياني للرقص / EDM (ثالثة العشرة والسادسة عمومًا في الرقص / ميكس مشاهدة البث) في الولايات المتحدة. بعد ذلك، تصدرت الأغنية أغاني نادي الرقص في عددها الصادر في 18 مارس 2017، وكان أول أغنية له كفنان منفرد ودخوله الثاني على هذا الرسم البياني، عندما كان فنانًا مميزًا في أغنية بدائية «ضع كل شيء علي»، والتي بلغت ذروتها في رقم 38 في عام 2016.  بحلول أغسطس 2017، كانت أغنية «شيب أوف يو» هي الأغنية الأكثر مبيعًا لعام 2017 في الولايات المتحدة حيث بيعت 2.3 مليون نسخة، والأغنية الوحيدة التي بيعت أكثر من مليوني نسخة. إنها أيضًا الأغنية الأكثر بثًا مع 799.7 مليون صوت وفيديو. أصبحت الأغنية الأغنية الأولى لهذا العام على بيلبورد هوت 100 في عام 2017، وثاني أفضل أغنية مبيعًا في اللايات المتحدة بعد أغنية دسباسيتو حيث بيعت أكثر من 2.5 مليون نسخة.

## الفيديو كليب
في 5 يناير 2017، لمرافقة إصدار الأغنية، تم إصدار فيديو غنائي لـ «شيب أوف يو» على قناة شيران على يوتيوب مع أغنية «القلعة على التل». اعتبارًا من يوليو 2020، حصل مقطع الفيديو الرسمي الذي يحتوي على كلمات الأغاني على أكثر من 890 مليون مشاهدة على يوتيوب.[بحاجة لمصدر]
في 30 يناير 2017، تم إطلاق الفيديو الموسيقي الرسمي للأغنية، بطولة الراقصة الأمريكية وعارضة الأزياء جيني بيجوسكي ومصارع السومو المحترف المتقاعد ياماموتوياما ريوتا (يُنسب إلى «ياما»)، على قناة شيران. تم تصويره في الموقع في سياتل، وأخرجه جيسون كونيغ. في 8 مايو 2017، بعد 97 يومًا من إطلاقه، أصبح أحد أسرع مقاطع الفيديو الموسيقية للوصول إلى مليار مشاهدة على يوتيوب، واعتبارًا من أكتوبر 2020، حصل الفيديو الموسيقي على أكثر من 5 مليارات مشاهدة على الموقع وهو ثالث أكثر الموقع شاهد الفيديو.[بحاجة لمصدر]

## تاريخ الإصدار
| منطقة                      | تاريخ          | شكل              | الإصدار                           | ضع الكلمة المناسبة | Ref(s) |
| -------------------------- | -------------- | ---------------- | --------------------------------- | ------------------ | ------ |
| إيطاليا                    | 6 يناير 2017   | راديو ناجح معاصر | أصلي                              | وارنر              | [ 38 ] |
| المملكة المتحدة            | 6 يناير 2017   | راديو ناجح معاصر | أصلي                              | اللجوء             | [ 39 ] |
| الولايات المتحدة الأمريكية | 10 يناير 2017  | راديو ناجح معاصر | أصلي                              | الأطلسي            | [ 40 ] |
| مختلف                      | 10 فبراير 2017 | تحميل الرقمي     | غالانتيس ريمكس وأكوستيك           | اللجوء             |        |
| مختلف                      | 24 فبراير 2017 | تحميل الرقمي     | Stormzy remix و Major Lazer remix | اللجوء             |        |
| ألمانيا                    | 24 فبراير 2017 | قرص مضغوط واحد   | أصلي                              | اللجوء             |        |
| المملكة المتحدة            | 17 مارس 2017   | تحميل الرقمي     | ريمكس لاتيني يضم Zion & Lennox    | اللجوء             | [ 41 ] |
| مختلف                      | 11 أغسطس 2017  | تحميل الرقمي     | Yxng Bane ريمكس                   | اللجوء             |        |
| مختلف                      | 1 سبتمبر 2017  | تحميل الرقمي     | NOTD ريمكس                        | اللجوء             | [ 42 ] |